# Challenger de Buenos Aires 2024
El torneo Challenger de Buenos Aires 2024, denominado por razones de patrocinio Challenger AAT de TCA fue un torneo de tenis perteneció al ATP Challenger Tour 2024 en la categoría Challenger 50. Se trató de la 3ª edición; el torneo tuvo lugar en la ciudad de Buenos Aires (Argentina), desde el 8 hasta el 14 de enero de 2024 sobre pistas de tierra batida al aire libre.

## Jugadores participantes del cuadro de individuales
| Favorito | País                      | Jugador                   | Rank1 | Posición en el torneo |
| -------- | ------------------------- | ------------------------- | ----- | --------------------- |
| 1        | Bandera de Austria        | Lukas Neumayer            | 236   | Segunda ronda         |
| 2        | Bandera de Italia         | Edoardo Lavagno           | 240   | Primera ronda         |
| 3        | Bandera de Argentina      | Juan Pablo Ficovich       | 254   | Primera ronda         |
| 4        | Bandera de Estados Unidos | Tristan Boyer             | 268   | Cuartos de final      |
| 5        | Bandera de Argentina      | Renzo Olivo               | 281   | Segunda ronda         |
| 6        | Bandera de Bolivia        | Murkel Dellien            | 284   | Segunda ronda         |
| 7        | Bandera de España         | Nikolás Sánchez Izquierdo | 291   | Primera ronda         |
| 8        | Bandera de Ucrania        | Oleksii Krutykh           | 295   | Segunda ronda         |

- 1 Se ha tomado en cuenta el ranking del 1 de enero de 2024.

### Otros participantes
Los siguientes jugadores recibieron una invitación (wild card), por lo tanto ingresan directamente al cuadro principal (WC):
- Luciano Emanuel Ambrogi
- Alex Barrena
- Lautaro Midón

Los siguientes jugadores ingresan al cuadro principal tras disputar el cuadro clasificatorio (Q):
- Valerio Aboian
- Mateus Alves
- Gonzalo Bueno
- Matías Franco Descotte
- Dmitry Popko
- Gonzalo Villanueva

## Campeones

### Individual Masculino
- Gonzalo Bueno derrotó en la final a  Dmitry Popko por 6–4, 2–6, 7–6(4)

### Dobles Masculino
- Arklon Huertas del Pino /  Conner Huertas del Pino derrotaron en la final a  Max Houkes /  Lukas Neumayer por 6–3, 3–6, [10–6]